# بشار الصايغ
بشار حسن الصايغ (29 يناير 1977 ) صحفي وسياسي كويتي من مواليد دولة الكويت. يعتبر أول مُدون كويتي يعتقله جهاز أمن الدولة الكويتي بسبب تعليق في موقع إلكتروني يديره اعتبر إساءة الذات الأميرية. وكان يشغل منصب الأمين العام للتحالف الوطني الديمقراطي، وهو تيار سياسي كويتي ليبرالي.

## اعتقال أمن الدولة
اعتقل جهاز أمن الدولة الكويتي بشار الصايغ مع زميله جاسم القامس في 18 أغسطس 2007 بسبب مقال كتب في موقع سياسي يملكه ويشرف عليه (الأمة دوت أورغ)، وأفرج عنه بعد أربعة أيام من الأعتقال بتاريخ 21/8/2007 بعد أن دخلت الكويت في أزمة سياسية حادة بسبب اعتقاله.
فيما أفرج عن زميله جاسم القامس في اليوم الثاني من اعتقاله بعد توقيعه على تعهد بعدم عرقلة عمل رجال الأمن.
ونفت وزارة الداخلية الكويتية اختطافها للصايغ، وعقدت مؤتمرا صحفيا أكدت فيه أن إلقاء القبض على المدون والصحفي الصايغ تم وفق القانون وبعد الحصول على إذن من النيابة العامة، إلا أن الصايغ أكد بعد الإفراج عنه أن القوة التي ألقت عليه القبض لم تعرض عليه إذن النيابة.

## حياته الصحفية
عمل بشار الصايغ في جريدة الأنباء الكويتية منذ عام 2001 وحتى 2007 كمحرر متخصص في صفحة الإنترنت وتقنية المعلومات، ثم انتقل للعمل في جريدة الجريدة الكويتية في مارس 2007 كمحرر سياسي مختص في شؤون مجلس الامة الكويتي.
وفي عام 2009 تولي الصايغ رئاسة قسمي المحليات والبرلمان في جريدة الجريدة، حتى عام 2015 إذ أصبح مشرفا عاما على صحيفة جريدة الجريدة الإلكترونية بالإضافة إلى رئاسة قسم البرلمان.
وبالإضافة إلى عمله في جريدة الجريدة، يتولي الصايغ رئاسة تحرير صحيفة كويت نيوز دوت الإلكترونية، وهو أحد مؤسسيها والناشر، وترك الصايغ منصبه في شركة كويت نيوز للإعلام والنشر بعد الاستحواذ على الشركة من قبل مستثمرين مهتمين في الإعلام الحديث ذلك في سبتمبر من عام 2016.
وفي مايو عام 2021، تولي بشار الصايغ منصب المدير العام لشركة الجريدة للصحافة والنشر والتوزيع، وهي من الجرائد الكويتية الرائدة محليا وخليجيا وعربيا.

## موقع الأمة دوت أورغ
أنشأ بشار الصايغ وزميليه مهلهل خالد المضف وسعود سلطان العصيدان، أول موقع إلكتروني متخصص في متابعة أعمال مجلس الأمة الكويتي في يناير 2003، واحتوى الموقع على تصريحات متابعة لنواب المجلس من اقترحات وأسئلة وتصريحات برلمانية. وتضمن الموقع منتدى إلكتروني، حيث كانت في الإساءة إلى الذات الأميرية والتي على ضوءها تم القاء القبض على الصايغ.
وأغلق موقع الأمة بعد سنة من الإفراج عن الصايغ.

## كويت نيوز للاعلام والنشر
أطلق بشار الصايغ صحيفة إلكترونية بعد إغلاق موقع الأمة تحت اسم كويت نيوز دوت كوم، حيث كانت من أوائل الصحف الإلكترونية الكويتية والخليجية، وتعني بالشأن المحلي الكويتي السياسي والأخبار من حول العالم، وتم الاستحواذ على الشركة والموقع من قبل أحد المستثمرين في سبتمبر 2016.

## دارك بولتكس للاستشارات السياسية والإعلامية
أسس بشار الصايغ شركة دارك بولتكس للاستشارات السياسية والإعلامية DarkPolitics ,Inc. وهي من أولى الشركات العاملة في المجال السياسي الاعلامي في تقديم الدراسات والتقارير السياسية المحلية المعنية بأداء مجلس الأمة الكويتي ومجلس الوزراء الكويتي.
وتقوم الشركة بنشر تقاريرها السياسية على موقعها في شبكة الإنترنت بالإضافة إلى حسابها بموقع التواصل الاجتماعي تويتر. كما أطلقت الشركة لأول مرة على مستوى العمل السياسي الإعلامي في الكويت خدمة التحقق من الأخبار المنشورة في المواقع الصحفية والإخبارية بهدف محاربة الإشاعات في مواقع التواصل الاجتماعي، وتوسع عمل الخدمة لتشمل التحقق من صحة وسلامة وصدق تصريحات السياسيين والإعلاميين، وتم تسمية الخدمة بـ «دارك بولتكس للتحقق» أو DPFactCheck

## حياته السياسية
- عضو في التحالف الوطني الديمقراطي[12] الكويتي (حزب ليبرالي)، وفي مارس 2008 أصبح عضوا في المكتب التنفيذي للتحالف
- امين سر التحالف الوطني الديمقراطي لعام 2012 إلى 2015
- أمين عام التحالف الوطني الديمقراطي من عام 2015 وحتى عام 2021[13]

## المواقف السياسية
| القضية السياسية                           | الموقف                                                                     |
| ----------------------------------------- | -------------------------------------------------------------------------- |
| تطبيق الصوت الواحد في الانتخابات الطلابية | رفض مشروع القانون النيابي                                                  |
| استقلال القضاء                            | دعم خطوات إقرار تعديلات لضمان استقلال القضاء                               |
| حجب خدمات برامج الاتصال عبر الإنترنت      | رفض قرار هيئة الاتصالات والاعتداء على حرية الإتصال                         |
| الدباسات الطبية بوزاة الصحة               | تقديم بلاغ لهيئة مكافحة الفساد بعملية الشراء                               |
| تأجيل بطولة خليجي 23 المقررة في الكويت    | استنكار لموقف الاتحاد الكويتي لكرة القدم                                   |
| الخلية الإرهابية (خلية العبدلي)           | إدانة للخلية والعمليات الإرهابية في الكويت                                 |
| تشكيك السفارة الأيرانية بالنيابة الكويتية | رفض الموقف الإيراني ودعم القضاء الكويتي                                    |
| قانون مكافحة الفساد                       | المطالبة بالإسراع بإقرار قانون جديد للهيئة بعد ابطال المحكمة الدستورية لها |
| الفساد بالعلاج بالخارج                    | إدانة للهدر المالي والفساد في الإدارة                                      |

## حياته النقابية
- عضو عامل في قائمة الهندسية في كلية الهندسة والبترول في جامعة الكويت منذ عام 1994 إلى عام 1997
- شارك في تأسيس قائمة المستقلة بكلية التكنولوجيا عام 1998 وفازت القائمة في انتخابات مجلس الطلبة في أول نزول لها للانتخابات، وتولي رئاسة اللجنة الاعلامية للمجلس الطلابي
- شارك في اللجنة التحضيرية لتأسيس الاتحاد العام لطلبة التطبيقي عام 1999
- منسق عام قائمة المستقلة في الهيئة العامة للتعليم التطبيقي والتدريب للعام النقابي 2001/2002

## انتسابه إلى مؤسسات المجتمع المدني
- عضو جمعية الصحافيين الكويتية
- عضو جمعية حماية المال العام الكويتية
- عضو جمعية حماية البيئة الكويتية
- عضو جمعية السلامة المرورية